# Exhortació apostòlica
Una exhortació apostòlica és un tipus de comunicació del Papa de l'Església Catòlica. L'objectiu és animar a la comunitat a avançar cap a una determinada activitat però no defineix la doctrina catòlica. L'autoritat d'aquests documents és inferior al d'una encíclica papal, però superior a les cartes pastorals, cartes apostòliques o altres escrits papals. Sovint les exhortacions apostòliques apareixen després d'un sínode de bisbes, i llarvors s'anomenen exhortacions apostòliques postsinodals.
Algunes exhortacions han sigut Africae munus, Evangelii Gaudium (2013, Papa Francesc) o Amoris laetitia.